# Уру-Еу-Вау-Вау
Уру-Еу-Вау-Вау (Uru-Eu-Wau-Wau) — корінне населення Бразилії; проживає в штаті Рондонія.
Вони живуть у шести селах на кордонах корінної території Уру-Еу-Вау-Вау, яку розділяють три підгрупи — Амондава, Хупау та Уру Па Ін, а також Джурері, Паракуа та два безконтактних племена, імена яких невідомі.

## Назва
Вони також відомі як Амондауаш, Бокаш-неграш, Бокас-преташ, Кабеса-вермелья, Каутаріуш, Сотеріуш, Урупайн, а також Жупау, Чорноморді, Рудоволосі, Уруеу-Вау-Вау.

## Історія
Уру-Еу-Вау-Вау вступили в контакт з цивілізацією, зокрема з Національним індіанським фондом (FUNAI) в 1981 році, що супроводжувалося втратою населення. У 1981 році уру-еу-вау-вау було 250, а в 1993 — лише 89. Хвороби та жорстокі напади людей зменшували їхню кількість. Збирачі каучуку нехтували кордонами земель Уру-Еу-Ва-Вау, які встановили FUNAI. У 1991 році в землях Уру-Еу-Ва-Вау було відкрито одне з найбільших у світі родовищ олова.
Після 1993 року їх населення знову почало збільшуватися. Корінна територія Уру-Еу-Вау-Вав була створена урядом Бразилії для захисту племен, і на території корінного населення легально можуть проживати лише індіанці; однак лісоруби та шахтарі регулярно вторгаються на їхні землі. Місіонери активно працюють серед «Уру-Еу-Ва-Вау», а громадська організація «Канінде» намагається боротися із зовнішніми впливами та асиміляторами на Уру-Еу-Вау-Вау.
Плем'я вороже ставиться до тих, хто приходить на їхню територію. Ріел Франціскато, провідний бразильський експерт по племенам, які проживають в лісах Амазонії, був убитий стрілою, що потрапила йому в груди і випущеної одним з аборигенів племені, захисту якого він присвятив своє життя.
В інтернеті незаконно продають території племені.

## Мова
Уру-Еу-Вау-Вау розмовляють мовою Уру-Еу-Ва-Вау, мовою тупі–гуарані, підгрупа IV. Мова також відома як Кавахіб, а код мови ISO 639-3 — «urz».

## Культура
Уру-Еу-Вау-Вау — збирачі мисливці. Під час полювання на тапірів та іншу дичину вони використовують на своїх стрілах отруту з кори дерева. Вони відомі своїми характерними татуюваннями навколо рота, зробленими з геніпапо, чорного рослинного барвника.